# 臺中市忠烈祠
臺中市北區忠烈祠，簡稱台中忠烈祠，位於中華民國臺中市北區力行路，是一座1970年完工的仿清代北方宮殿式建築。為台灣中部每年舉行國殤典禮的重要場所之一。隸屬於臺中市政府民政局所屬機關「臺中市孔廟忠烈祠聯合管理所」。

## 歷史
臺中市忠烈祠原址在日治時期為第二代的台中神社，1942年由新富町（台中公園）遷建至新高町水源地公園（今台中忠烈祠、孔廟範圍）並升格為國幣小社。1945年中華民國接管臺灣後，於1949年將台中神社直接改制為臺中市忠烈祠，並在1970年改建為現貌。

## 建築

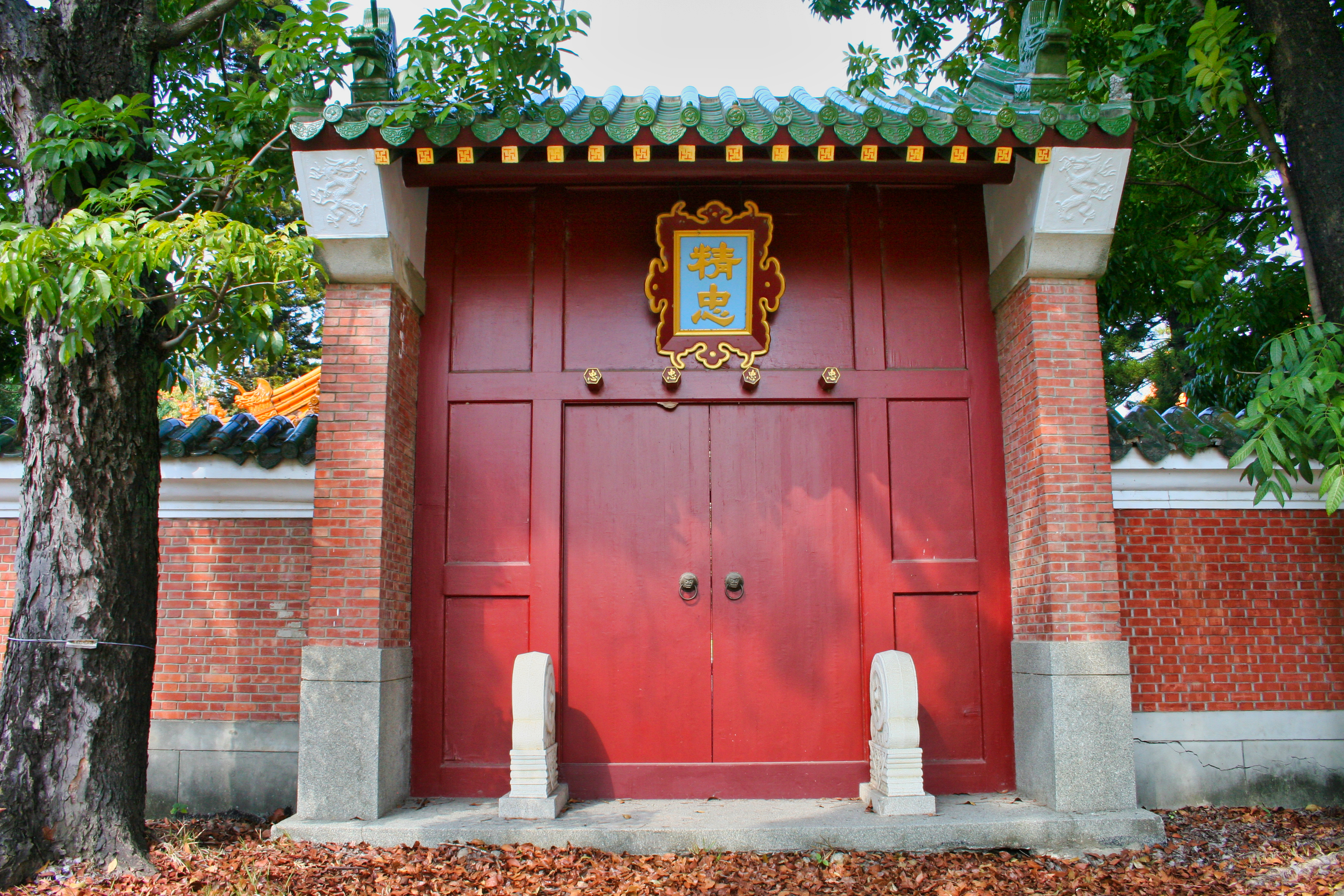
臺中市忠烈祠精忠門
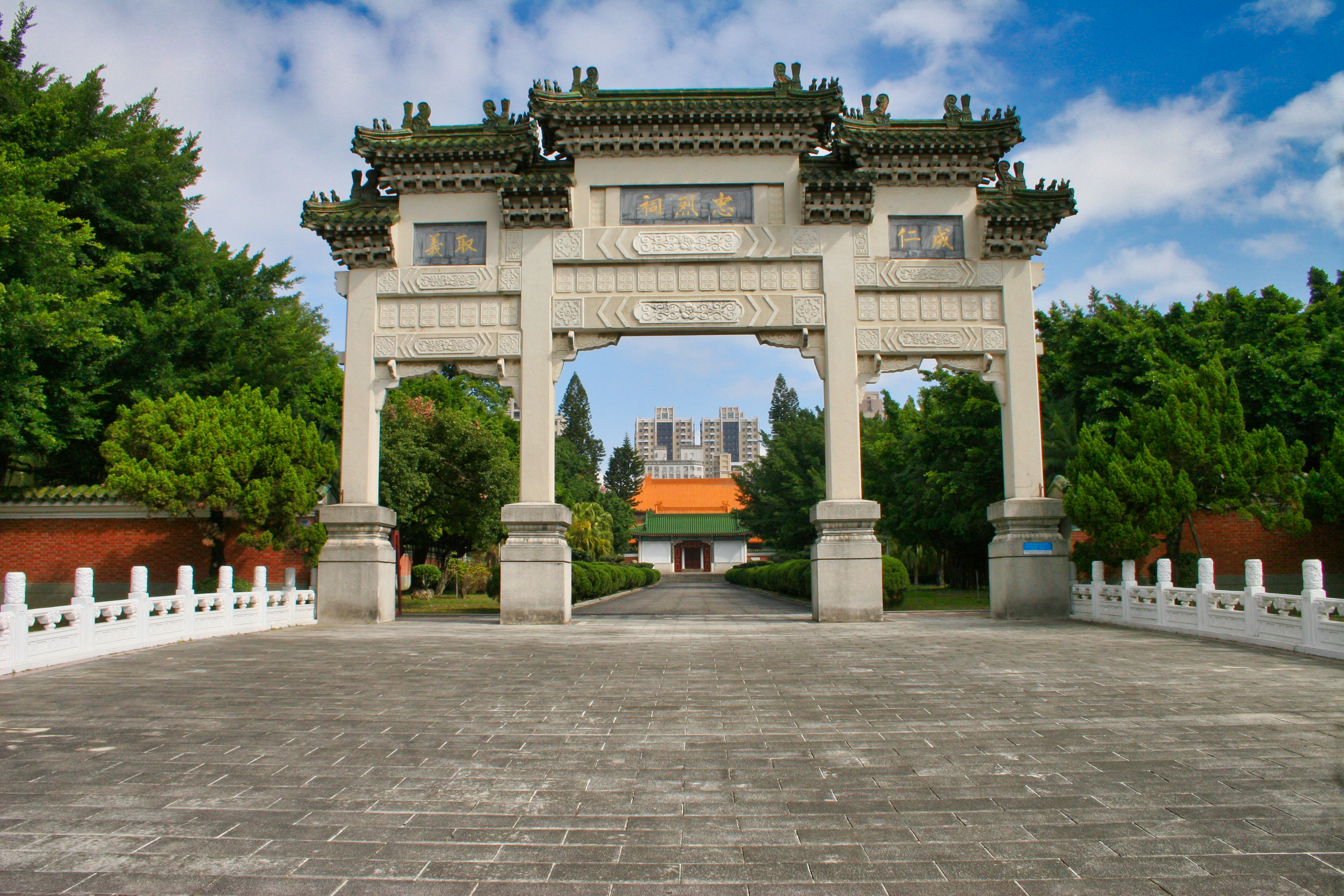
臺中市忠烈祠山門

忠烈祠委由臺灣省政府公共工程局規劃設計監造，慶仁營造廠承建。建地總面積為6,186坪，建築面積為620坪。整體建築群包括下列建築元素：牌樓（位於力行路上）、山門、前殿、六角亭（兩座）、魚池、正殿、精忠門等。

### 正殿
正殿為1969年新建仿清北方宮殿式混凝土建築，重簷廡殿頂上覆黃色琉璃瓦，殿外有台灣省政府主席黃杰撰書之對聯『鬱河嶽而生色盡忘前路皆彈雨，結風雷以為魂已遣頭顱入陣雲』。

## 國殤典禮
臺中忠烈祠從1970年3月29日，第一次舉行祭祀典禮。後分春祭（青年節）與秋祭（軍人節）二次舉行，並舉行烈士入祀儀式。國殤典禮由市府各首長及軍方將領陪祭，由台中市長主祭，軍樂隊奏哀樂，主祭上香獻花，司儀恭讀祭文，向烈士牌位行三鞠躬禮。

### 祭文
浩浩烈士　　濟濟群英　　志堅冰霜　　氣薄風雲

遺大投艱　　匡危靖難　　以救邦家　　以拯塗炭

哀我同胞　　死義不辱　　斷脛殞首　　悲泣慘烈

沙蟲猿鶴　　化為鬼雄　　勵我士氣　　壯我軍魂

秋風其清　　秋露其浥　　敬荐馨香　　神來其格

### 烈士名冊
- 左神龕：除專門祭祀中華民國建國時期至動員戡亂時期罹難的烈士，最近入祀的為2021年4月2日，因臺鐵408車次太魯閣列車失事殉職的台鐵乘務員袁淳修。共祭祀217個靈位。[8]

- 右神龕：祭祀台灣日治時期抗日烈士、遷台後反共殉難的將領之外，近年來因執行公務以及捨己救人而犧牲的台中市民有吳子健、余明添、邱順隆、李進富、葉錫財、李至偉、沈宣吉、林雲龍、黃紹武、魏子淵、傅家森。[9]

## 外部連結
- 臺中市孔廟忠烈祠聯合管理所 （页面存档备份，存于）（中文）
- 臺中市忠烈祠 國防部後備指揮部 （页面存档备份，存于）